# Kinh tế Hy Lạp
Kinh tế Hy Lạp là nền kinh tế mạnh, tăng trưởng nhanh nhờ việc thực thi chính sách ổn định kinh tế trong những năm gần đây. Nền kinh tế Hy Lạp xếp thứ 28 trên thế giới. Tăng trưởng của đất nước đạt khoảng 4% vào năm 2007, GDP bình quân đầu người đạt 33.000 USD vào năm 2004.  Hy Lạp  là  thành  viên của OECD.

## Lịch sử
Việc phát triển nền kinh tế hiện đại của Hy Lạp được bắt đầu vào cuối thế kỷ 19 và đầu thế kỷ 20 bằng việc thông qua luật công nghiệp và pháp chế xã hội đồng thời với việc đánh thuế bảo hộ.
Cuộc cách mạng về kinh tế Hy Lạp trong mối quan hệ với Tây Âu có thể hình dung qua sự so sánh về mức sống qua các thời kỳ. Thu nhập  đầu  người  (theo sức mua tương đương) của Hy Lạp bằng 65% của Pháp vào năm 1850, bằng 56% vào năm 1890, 62% vào năm 1938, 75% vào năm 1980 và 86% vào năm 2006.
Hy Lạp đạt được tỉ lệ tăng trưởng cao từ những năm 1950 đến đầu những năm 1970 do đầu tư nước ngoài mở rộng.
Từ năm 2010, nền kinh tế Hy Lạp có những dấu hiệu khủng hoảng nặng nề.